# Kalvarienberg (Maribor)

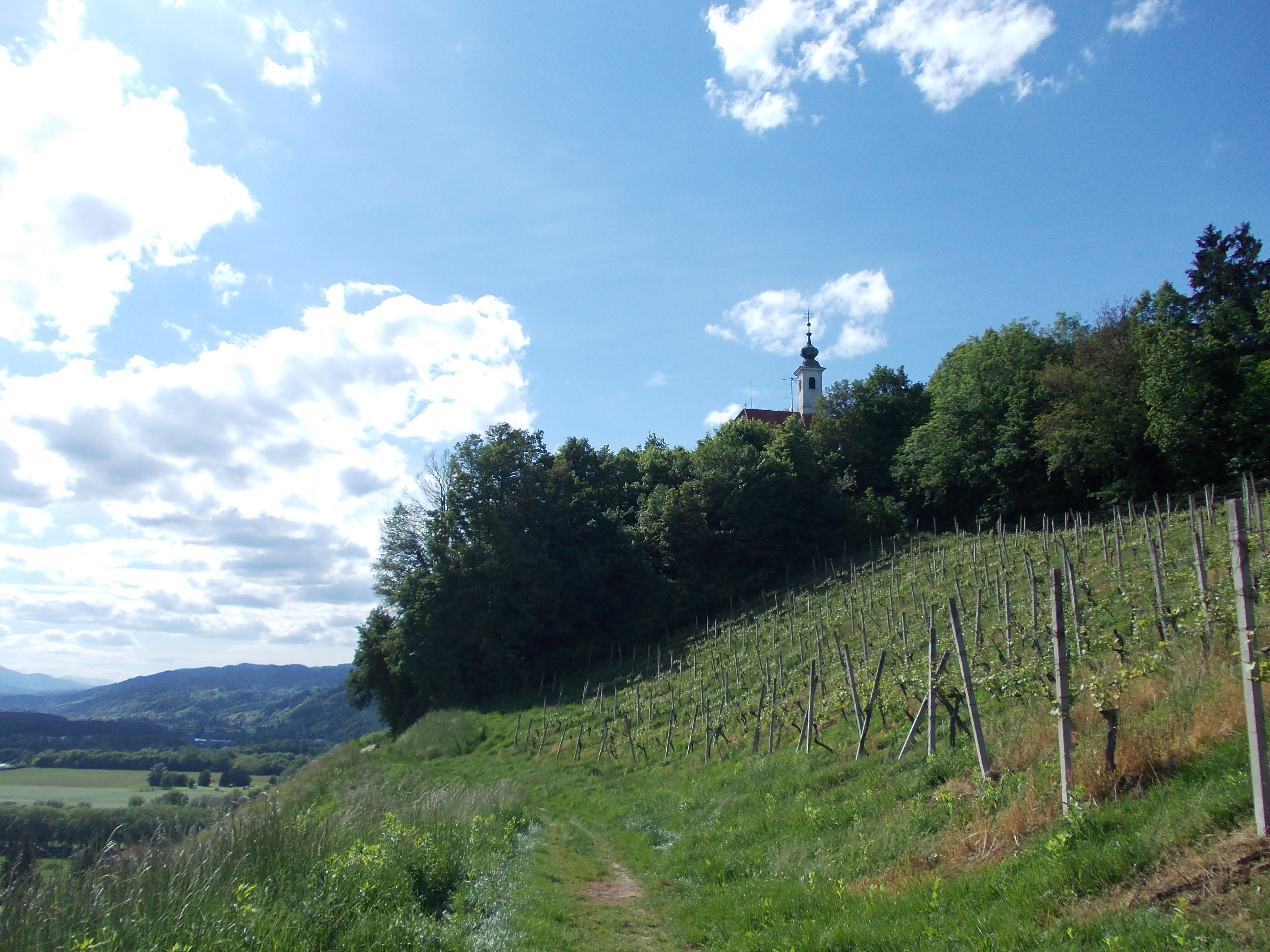
Der Kalvarienberg oberhalb von Maribor

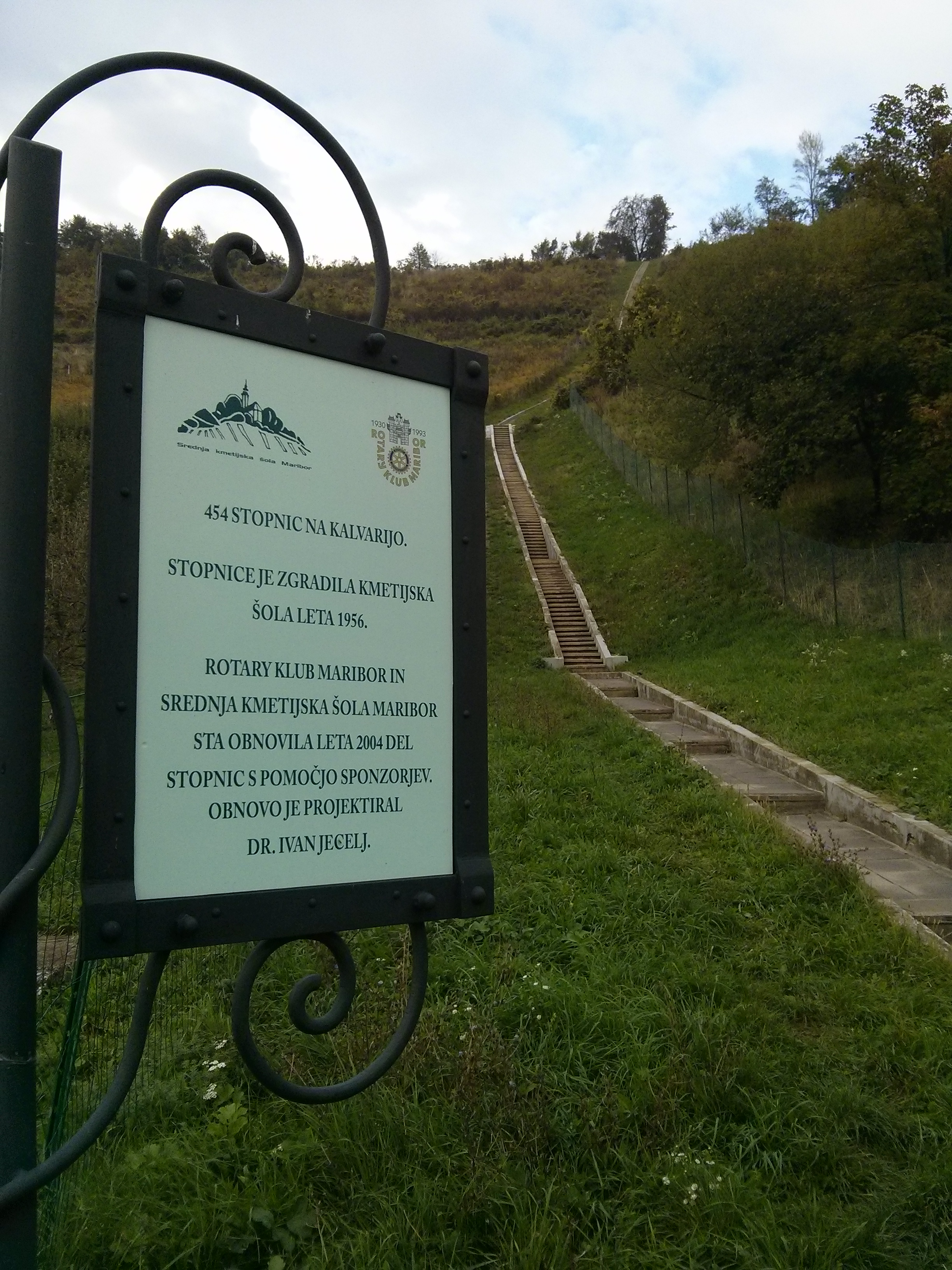
Die Stufen auf den Kalvarienberg

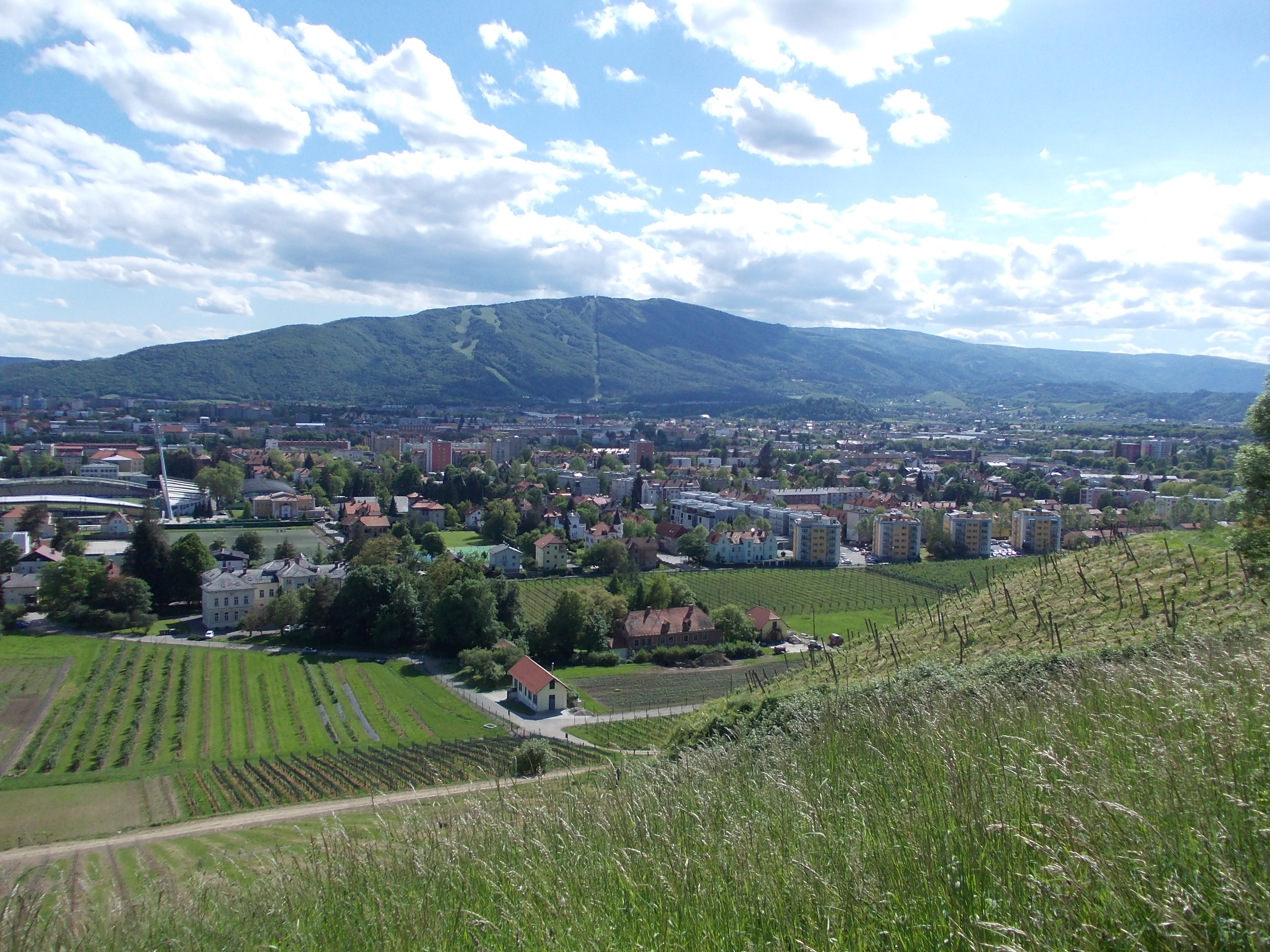
Blick vom Kalvarienberg über Maribor-Koroška vrata zum Pohorje

Kalvarija (deutsch: Kalvarienberg, historisch: Deutscher Kalvarienberg, vor 1680 Vordernberg) ist der Name eines 375 m hohen Hügels nordwestlich der Altstadt von Maribor (früher Marburg an der Drau) im Nordosten Sloweniens. Oberhalb von Weinbergen befindet sich auf dem Plateau die Barbarakapelle. Sie ist unter anderem über eine Treppe mit 454 Steinstufen zu erreichen (Stopnice na Kalvarijo), die von der Vinarska ulica auf dem Urbani-Plateau zu erreichen ist.
Der Kalvarienberg ist heute Teil des Stadtparks Maribor und mit dessen historischem Teil sowie den benachbarten Erhebungen Stadtberg Maribor und Pyramidenhügel über einen Naturlehrpfad verbunden.

## Geschichte
Im Jahr 1681 wurde zum Gipfel des heutigen Kalvarienbergs eine kleine Barbarakirche erbaut. Zur Kapelle führt ein Kreuzweg, der ursprünglich aus fünf Stationen und einer Kreuzigungsgruppe bestand. Die siebte Station, das heilige Grab, befindet sich in der Kirche.
Während des Volkserweckens der Slowenen und Deutschen im 19. Jahrhundert wurde Kalvarija zum Synonym des Deutschtums in der Stadt und erhielt dadurch den Namen Nemška Kalvarija (Deutscher Kalvarienberg), während man Pekrska gorca in Pekre auf der anderen Seite der Drau Slovenska Kalvarija nannte.